# Record du monde de freefly
Quatre types de records en freefly sont recensés par La Fédération aéronautique internationale (FAI). Ces records sont ceux de grande formation en position de vol : tête en bas, tête en bas exclusivement réalisée par un groupe de parachutistes féminines, tête en haut, tête en haut et exclusivement réalisée par un groupe de parachutistes féminines.

## Chronologie des records

### Records du monde de freefly grande formation en position de vol tête en bas
1. Formation de 42 parachutistes, le 30 avril 2004 à Perris Valley en Californie
2. Formation de 53 parachutistes, le 29 avril 2005
3. Formation de 69 parachutistes, le 3 août 2007 à Chicago en Illinois
4. Formation de 108 parachutistes, le 31 juillet 2009 à Chicago
5. Formation de 138 parachutistes, le 3 août 2012 à Chicago
6. Formation de 164 parachutistes, le 31 juillet 2015 à Chicago

### Records du monde de freefly grande formation en position de vol tête en bas féminin
1. Formation de 16 parachutistes, le 29 novembre 2003 à Eloy en Arizona
2. Formation de 18 parachutistes, le 25 juin 2005 à Chicago
3. Formation de 20 parachutistes, le 21 mars 2008 à Eloy
4. Formation de 41 parachutistes, le 26 novembre 2010 à Eloy
5. Formation de 63 parachutistes, le 30 novembre 2013 à Eloy
6. Formation de 65 parachutistes, le 27 novembre 2016 à Eloy
7. Formation de 72 parachutistes, le 20 novembre 2022 à Eloy[1]
8. Formation de 80 parachutistes, le 21 novembre 2022 à Eloy[1]

### Records du monde de freefly grande formation en position de vol tête en haut
1. Formation de 44 parachutistes, le 21 novembre 2014 à Eloy
2. Formation de 52 parachutistes, le 22 novembre 2014 à Eloy
3. Formation de 55 parachutistes, le 8 avril 2016 à Eloy
4. Formation de 72 parachutistes, le 9 avril 2016 à Eloy
5. Formation de 84 parachutistes, le 26 juillet 2019 à Chicago

### Record du monde de freefly grande formation en position de vol tête en haut féminin
1. Formation de 32 parachutistes, le 25 novembre 2017 à Eloy